# アルツール・アブラハム
アルツール・アブラハム（Arthur Abraham, アルメニア語: Ավետիք Աբրահամյան, 1980年2月20日 - ）は、ドイツのプロボクサー。アルメニアのエレバン出身。元IBF世界ミドル級王者。元WBO世界スーパーミドル級王者。世界2階級制覇王者。アルメニア出身としてはビック・ダルチニアンに次いで2人目の世界王者。デビュー以来14連続KOを記録している。「King」（キング）の愛称で呼ばれる。

## 経歴

### アマチュア時代
幼少の頃からボクシングを始めた。旧ソビエト連邦の一角であったアルメニアではプロボクシングは盛んではなく、プロを目指して2003年にドイツへ移住した。

### プロ時代
ドイツに帰化後、2003年8月16日に23歳でプロデビューした。デビュー後12戦12勝12KOと圧倒的な強さを見せ、13戦目となる2004年9月4日も12回TKOで勝利し世界ボクシング協会 (WBA) インターナショナルミドル級王座を獲得。15戦目の2005年2月12日にはWBAインターコンチネンタル王座を獲得するが、この試合でデビュー以来の連続KO勝利の記録は途絶えた。16戦目の2005年4月25日にはWBAインターコンチネンタル王座の初防衛を成功すると同時に世界ボクシング基金 (WBF) インターコンチネンタルミドル級王座を獲得した。
2005年12月10日、キンスリー・アイキキを5回KOで倒し、IBF世界ミドル級王座を獲得した。
2009年6月27日、ベルリンのマックス・シュメリング・ハレでIBF世界ミドル級11位のマヒール・オラルから5度のダウンを奪って10RTKO勝利を収め、10度目の防衛に成功した。その後、王座を返上。
2009年10月に開始したSuper Six World Boxing Classicに参加。10月17日、グループステージ1でジャーメイン・テイラーと対戦し、12回KO勝ち。
2010年3月27日、Super Sixのグループステージ2でアンドレ・ディレルと対戦し、4回にキャリア初のダウンを奪われると、11回にディレルがスリップして倒れたところにパンチを繰り出し失格負け。キャリア初黒星となった。
2010年11月27日、Super Sixのグループステージ3で2階級制覇を目指して空位の世界ボクシング評議会 (WBC) 世界スーパーミドル級王座をカール・フローチと争ったが、0-3の判定負けで2階級制覇に失敗。
2011年5月14日、Super Sixの準決勝でWBA世界スーパーミドル級スーパー王者のアンドレ・ウォードと対戦し、0-3（108-120、110-118、111-118）の判定負けを喫し2階級制覇に失敗、Super Sixの決勝進出を逃した。
2012年1月14日、パブロ・オスカル・ナタリオ・ファリアスとWBOヨーロピアンスーパーミドル級王座決定戦を行い、5回TKO勝利を収め王座の獲得に成功した。
2012年8月25日、ベルリンのO2ワールドでWBO世界スーパーミドル級王者ロベルト・ステイグリッツと対戦し、3-0の判定勝ちを収め2階級制覇に成功した。
2012年12月15日、バイエルン州ニュルンベルクで、WBO世界スーパーミドル級12位のメディ・ボウドラと対戦し、9回2分11秒TKO勝ちを収め初防衛に成功した。 
2013年3月23日、ザクセン＝アンハルト州マクデブルクで元WBO世界スーパーミドル級王者のロベルト・ステイグリッツと再戦し、4回1秒TKO負けを喫し2度目の防衛に失敗、王座から陥落した。
2014年3月1日、マクデブルクでWBO世界スーパーミドル級王者のステイグリッツと再戦し、2-1の判定勝ちを収め1年振りの王座返り咲きに成功した。
2014年5月3日、ヨアン・パブロ・エルナンデスとマルコ・フックが相次いで欠場になったことで、5月31日に試合予定だったアブラハムが急遽この日にカードを移動して、ベルリンのヴェロドロームでニコラ・スジェクロカと対戦し、3-0の判定勝ちを収め初防衛に成功した。アブラハムは試合前から右手の指を2本骨折しており、さらに試合中に右拳を骨折し、ほぼ左手一本で試合を戦った。
2014年9月27日、キールのパルカッセン・アリーナにて、WBO世界スーパーミドル級5位で英国ボクシング管理委員会 (BBBofC) 英国スーパーミドル級王者のポール・スミスと対戦し、12回3-0（2者が117-111、119-109）の判定勝ちを収め2度目の防衛に成功した。試合後にスミスがジャッジの判定を不服としてダイレトクリマッチを要求しWBOに提訴したが、WBOは特に119-109の点差が開きすぎなのは問題であるものの、勝敗は判定の通りとして却下した。
2015年2月21日、ベルリンのO2ワールドでWBO世界スーパーミドル級4位のスミスとリマッチを行い、12回3-0（2者が116-112、117-112）の判定勝ちを収め3度目の防衛に成功した。
2015年2月25日、WBOがロベルト・ステイグリッツと指名試合を行うよう指令を出した。7月18日、ノルトライン＝ヴェストファーレン州ハレのゲリー・ウェバー・シュタディオンで元WBO世界スーパーミドル級王者のステイグリッツと指名試合を行い、6回1分14秒TKO勝ち収め4度目の防衛に成功した。
2015年10月31日、WBOがアブラハム対マーティン・マレーの勝者がヒルベルト・ラミレスと指名試合を行うよう指令を出した。11月21日、ハノーファーのTUIアレーナで元WBA世界ミドル級暫定王者でWBO世界スーパーミドル級10位のマレーと対戦し、12回2-1（115-112、116-111、112-112）の判定勝ちを収め5度目の防衛に成功した。11月24日、WBOがWBO世界スーパーミドル級王者のアブラハムとWBO世界スーパーミドル級1位のラミレスに対し指名試合を行うよう指令を出した。試合はマニー・パッキャオ対ティモシー・ブラッドリー第3戦の前座で交渉がまとまったかに見えたが、結局2016年1月13日に入札が行われ、アブラハム陣営のザウアーランド・イベントがラミレス陣営のトップランクの入札額150万ドルを僅かながら上回る156万3057ドルを提示し落札した。試合は一時4月9日にベルリンで開催になる予定だったが、トップランクが入札時よりもさらに高い金額を用意してアメリカでの開催でまとめた。2016年4月9日、パッキャオ対ブラッドリー第3戦の前座でMGMグランド・ガーデン・アリーナに初登場。約5年ぶりのアメリカでの試合でWBO世界スーパーミドル級1位のラミレスと対戦したが、12回0-3（3者共108-120）の判定負けを喫し6度目の防衛に失敗、王座から陥落した。
2016年11月12日、モナコのモンテカルロでルイス・オルティス対マリック・スコットの前座でマーティン・マレーと再戦予定だったが、アブラハムが肘を負傷したため中止になった。
2017年7月15日、ウェンブリー・アリーナで国際ボクシング機構 (IBO) 世界スーパーミドル級王者のクリス・ユーバンク・ジュニアと対戦し、12回0-3（110-118×2、108-120）の判定負けを喫し王座獲得に失敗した。
2018年4月28日、オッフェンブルクのバーデン・アリーナでパトリック・ニールセンと対戦し、12回判定勝ち。
2021年1月20日、現役引退を発表した。

## 獲得タイトル
- WBAインターナショナルミドル級王座
- WBAインターコンチネンタルミドル級王座
- WBFインターコンチネンタルミドル級王座
- WBOヨーロピアンスーパーミドル級王座
- IBF世界ミドル級王座（防衛10）
- WBO世界スーパーミドル級王座（防衛1）
- WBO世界スーパーミドル級王座（防衛5）